# Penny Werthner
Penny Werthner (eigentlich Penelope Christine Werthner, verheiratete Bales; * 5. Juli 1951 in Ottawa) ist eine ehemalige kanadische Mittel- und Langstreckenläuferin.
Bei den British Commonwealth Games 1970 in Edinburgh wurde sie Sechste über 800 m und Fünfte über 1500 m. 1971 gewann sie bei den Panamerikanischen Spielen in Cali Bronze über 800 m.
Bei den Olympischen Spielen 1976 in Montreal schied sie über 1500 m im Vorlauf aus. Über dieselbe Distanz wurde sie beim Leichtathletik-Weltcup 1977 in Düsseldorf Fünfte und gewann jeweils Bronze bei den Commonwealth Games 1978 in Edmonton und bei den Panamerikanischen Spielen 1979 in San Juan.
Bei den Leichtathletik-Weltmeisterschaften 1980 in Sittard kam sie über 3000 m auf den sechsten Platz.
Je zweimal wurde sie Kanadische Meisterin über 800 m (1970, 1971) und 1500 m (1970, 1978).
Seit 2012 leitet sie die Fakultät für Kinesiologie an der University of Calgary.

## Persönliche Bestzeiten
- 800 m: 2:01,5 min, 20. August 1978, Nizza
- 1000 m: 2:38,4 min, 18. August 1978, Berlin
- 1500 m: 4:08,14 min, 12. August 1978, Edmonton
- 1 Meile: 4:38,4 min, 5. August 1976, Vancouver
- 3000 m: 9:03,50 min, 16. August 1980, Sittard